# Eliza Coupe
Eliza Kate Coupe (Plymouth, 6 aprile 1981) è un'attrice e comica statunitense, conosciuta principalmente per il ruolo di Tiger nella serie televisiva Future Man, Denise Mahoney in Scrubs - Medici ai primi ferri e per quello di Jane Williams nella serie TV Happy Endings.

## Filmografia parziale

### Cinema
- The Day the World Saved Shane Sawyer, regia di Jay Delaney - cortometraggio (2006)
- Manuale d'infedeltà per uomini sposati (I Think I Love My Wife), regia di Chris Rock (2007)
- Somewhere, regia di Sofia Coppola (2010)
- (S)Ex List (What's Your Number?), regia di Mark Mylod (2011)
- Manhattan Mixup, regia di Matthew C. Johnson - cortometraggio (2012)
- Shanghai Calling, regia di Daniel Hsia (2012)
- Ricomincio da nudo (Naked), regia di Michael Tiddes (2017)
- Making Babies , regia di Josh F. Huber (2018)

### Televisione
- Flight of the Conchords - serie TV, episodio 1x08 (2007)
- Samantha chi? (Samantha Who?) - serie TV, episodi 2x06-2x08 (2008)
- 12 Miles of Bad Road - serie TV, 6 episodi (2008)
- Unhitched - serie TV, episodio 1x01 (2008)
- No Heroics, regia di Andrew Fleming - film TV (2009)
- Scrubs - Medici ai primi ferri (Scrubs) - serie TV, 24 episodi (2009-2010)
- Scrubs: Interns - webserie, 6 episodi (2009)
- Royal Pains - serie TV, episodio 1x07 (2009)
- Happy Endings - serie TV, 57 episodi (2010-2013)
- Community - serie TV, episodio 2x16 (2011)
- Happy Endings: Happy Rides - serie TV, episodi 1x02-1x06 (2012)
- Benched - Difesa d'ufficio - serie TV, 12 episodi (2014)
- Superstore - serie TV (2015)
- The Mindy Project - serie TV, 4 episodi (2015-2016)
- Quantico - serie TV, 5 episodi (2015-2017)
- Wrecked - serie TV, 2 episodi (2016)
- Future Man - serie TV (2017-2020)

## Doppiatrici italiane
Nelle versioni in italiano delle opere in cui ha recitato, Eliza Coupe è stata doppiata da:
- Sabrina Duranti in Happy Endings, Quantico, Stumptown
- Domitilla D'Amico in Scrubs - Medici ai primi ferri
- Jolanda Granato in Community
- Gilberta Crispino in (S)ex List
- Valentina Mari in Ricomincio da nudo
- Angela Brusa in Future Man
- Chiara Colizzi in High Potential